# Patryk Dong Bodi
Św. Patryk Dong Bodi OFS (chiń. 董博弟) (ur. ok. 1882 r. w Guchengyin, prowincja Shanxi w Chinach – zm. 9 lipca 1900 r. w Taiyuan) − seminarzysta, tercjarz franciszkański, męczennik, święty Kościoła katolickiego.

## Życiorys
Jego rodzicami byli Paweł Dong Hongxi i Klara Wong, był najstarszym z czwórki ich synów. W 1893 r. Patryk Dong Bodi został przyjęty do niższego seminarium duchownego w Dong’ergou. Dwa lata później został przeniesiony do wyższego seminarium w Taiyuan. Był bardzo oddany nauce, tak że nauczył się kilku języków obcych, wśród nich angielskiego, francuskiego i łaciny. Uczestniczył z biskupem Fogolla i trzema innymi seminarzystami w Międzynarodowej Wystawie Chińskiej Kultury i Sztuki w 1898 r. i podróży po Europie, z której wrócili w 1899 r. Do Taiyuan razem z nimi przyjechało dziewięciu młodych księży i siedem zakonnic ze zgromadzenia Franciszkanek Misjonarek Maryi. Wkrótce później podczas powstania bokserów doszło w Chinach do prześladowań chrześcijan. W związku z tym biskup odesłał seminarzystów do domów. Jednak Patryk Dong Bodi pozostał. Zarządca prowincji Shanxi Yuxian nienawidził chrześcijan. Z jego polecenia biskup Grzegorz Grassi został aresztowany razem z 2 innymi biskupami (Franciszek Fogolla, Eliasz Facchini), 3 księżmi, 7 zakonnicami, 7 seminarzystami, 10 świeckimi pomocnikami misji i kilkoma wdowami. Aresztowano również protestanckich duchownych razem z ich rodzinami. Wśród uwięzionych znalazł się również Patryk Dong. Został stracony razem z biskupem i innymi katolikami z rozkazu gubernatora Shanxi 9 lipca 1900 r. W tym dniu zabito łącznie 26 męczenników. W styczniu 1901 r. nowy zarządca prowincji urządził ich uroczysty pogrzeb.

## Dzień wspomnienia
9 lipca w grupie 120 męczenników chińskich.

## Proces beatyfikacyjny i kanonizacyjny
Beatyfikowany 24 listopada 1946 r. przez Piusa XII w grupie Grzegorz Grassi i 28 Towarzyszy. Kanonizowani w grupie 120 męczenników chińskich 1 października 2000 przez Jana Pawła II.